# (37066) 2000 UJ49
2000 UJ49 (asteroide 37066) é um asteroide da cintura principal. Possui uma excentricidade de 0.13321070 e uma inclinação de 4.42457º.
Este asteroide foi descoberto no dia 24 de outubro de 2000 por LINEAR em Socorro.